# Солоріна двоспорова
Солоріна двоспорова (Solorina bispora) — вид лишайників родини пельтигерові (Peltigeraceae).

## Будова
Слань має маленькі лускоподібні листочки 2-10 мм у діаметрі, заокруглені або безформні, сіруваті згори або коричнево-жовтуваті з білою поволокою. Має нерівну поверхню подекуди з лускатими чи кулястими цефалодіями. Слань знизу світла, під апотеціями — коричнева та з невеликими ридзинами. На дні глибоких ямок виростають апотенції, здебільшого кулясті 0.5-1.5 мм у діаметрі, розташовані по одному чи по два у центральній частині листочків на дні заглиблень у слані. Розмноження відбувається статевим шляхом за допомогою червоно-коричневих 2-клітинних спор.

## Поширення та середовище існування
Зустрічається по всій Європі в арктичних регіонах та горах, на Кавказі, у Середній Азії, Гренландії, в українських Карпатах.

## Природоохоронний статус
Внесний до Червоної книги України.
Охороняється у Карпатському біозаповіднику та філіалі «Кременецькі гори» природного заповіднику «Медобори». Причиною зміни чисельності є знищення місць зростання під час тотальних змін гірських екосистем при рекреаційному навантаженні.